# Kim Jin-kyu
Kim Jin-kyu (n. Yeongdeok County, Corea del Sur; 16 de febrero de 1985) es un exfutbolista surcoreano que se desempeñaba como defensor. Su último club fue el Daejeon Citizen de la K League Challenge.

## Clubes
| Club              | País          | Año         |
| ----------------- | ------------- | ----------- |
| Chunnam Dragons   | Corea del Sur | 2003 - 2004 |
| Júbilo Iwata      | Japón         | 2005 - 2006 |
| Chunnam Dragons   | Corea del Sur | 2007        |
| FC Seoul          | Corea del Sur | 2007 - 2010 |
| Dalian Shide      | China         | 2011        |
| Ventforet Kofu    | Japón         | 2011        |
| FC Seoul          | Corea del Sur | 2012 - 2015 |
| Pattaya United FC | Tailandia     | 2016        |
| Fagiano Okayama   | Japón         | 2016        |
| Daejeon Citizen   | Corea del Sur | 2017        |